# Gösta Olsons professur i finansiell ekonomi

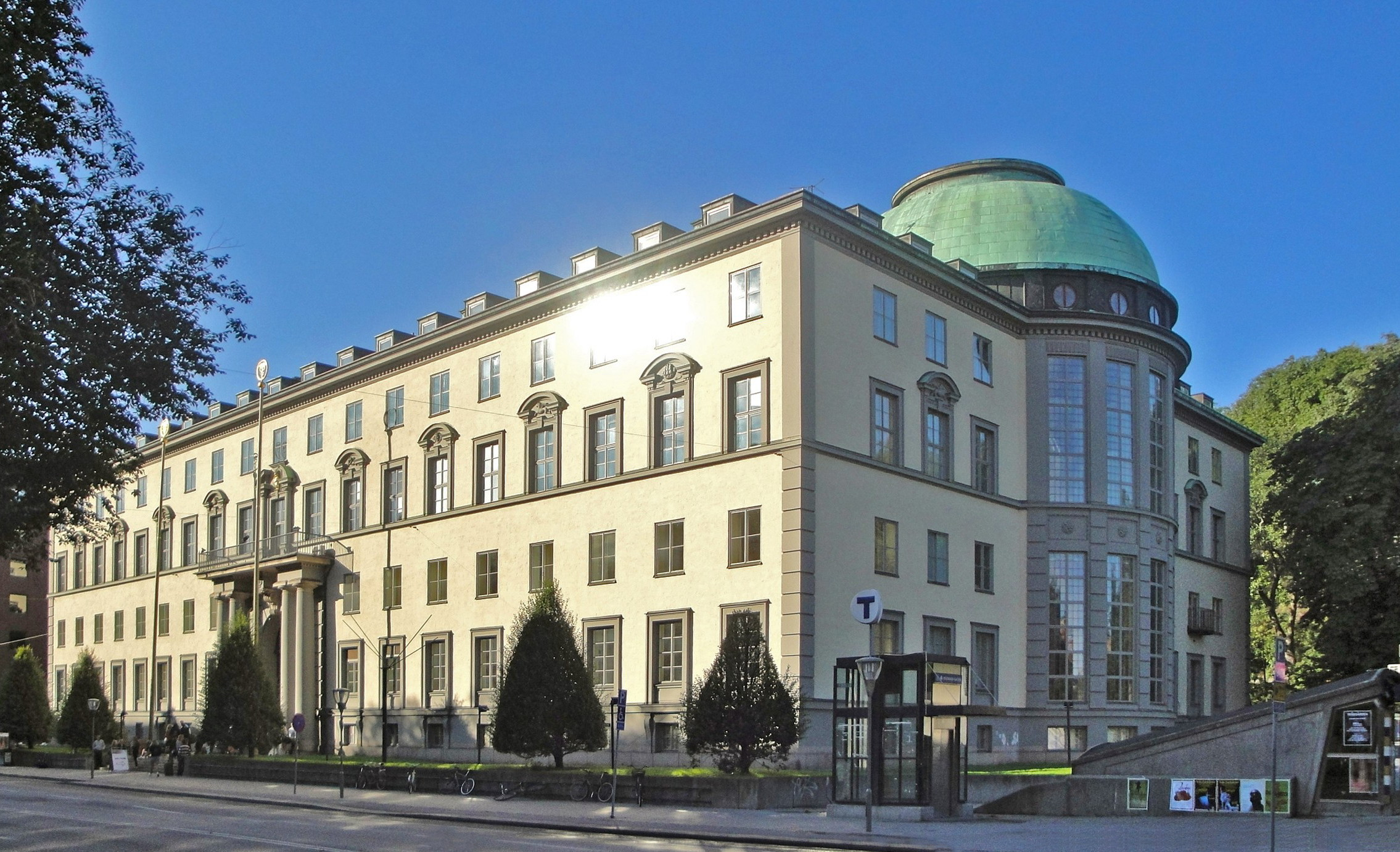
Gösta Olsons professur i finansiell ekonomi är en donationsprofessur vid Handelshögskolan i Stockholm

Gösta Olsons professur i finansiell ekonomi är en donationsprofessur vid Handelshögskolan i Stockholm. Professuren inrättades år 1984 genom en donation från Götabanken för att hedra bankens tidigare VD Gösta Olson. Nuvarande innehavare är professor Mike Burkart  vid Handelshögskolan i Stockholm.

## Innehavare
- Bertil Näslund 1984-1993
- Espen Eckbo 1996-1998
- Mike Burkart 2004-